# 穆斯林
穆斯林（阿拉伯语：‎，羅馬化：al-Muslimūn，直译：順服［真主］者），又可翻譯為伊斯蘭教徒、伊斯蘭信徒、回教徒，是對所有相信伊斯兰教教義之人的總称，他們將《古兰经》奉為自己人生的最高指導经典。

## 名稱
“穆斯林”一词的詞源是阿拉伯语，漢語名稱音譯自“‎”，其原意为“顺从（信仰）者”、“实现和平者”。

## 特點
伊斯兰教信仰唯一真神阿拉（真主），属亚伯拉罕系統的一神教，為穆罕默德在七世紀初所創。但穆斯林認為伊斯兰教可以追溯到创世的时候，阿丹（即猶太教與基督教中的亚当）被安拉创造出来，并在他吃了禁果后被送到地球作为惩罚，阿丹即第一个穆斯林。
伊斯兰教是世界三大宗教之一，也是当代发展最快的國際性宗教之一，有幾大派別，以逊尼派、什叶派最多，還有很少數的蘇菲派。2015年時全世界大約有18億穆斯林，大約佔全地球人口的25%。在不同國家和地區，穆斯林佔當地人口比率各有不同，如在北非、西亚、中亚、南亚、东南亚的很多国家是多數，而在東亞、歐洲、美洲、大洋洲則是少數。
穆斯林強調「功課」必須執行五功，是為「念、拜、齋、課、朝」。通常堅持戒律，不飲酒、也不食豬肉，只吃清真食品。

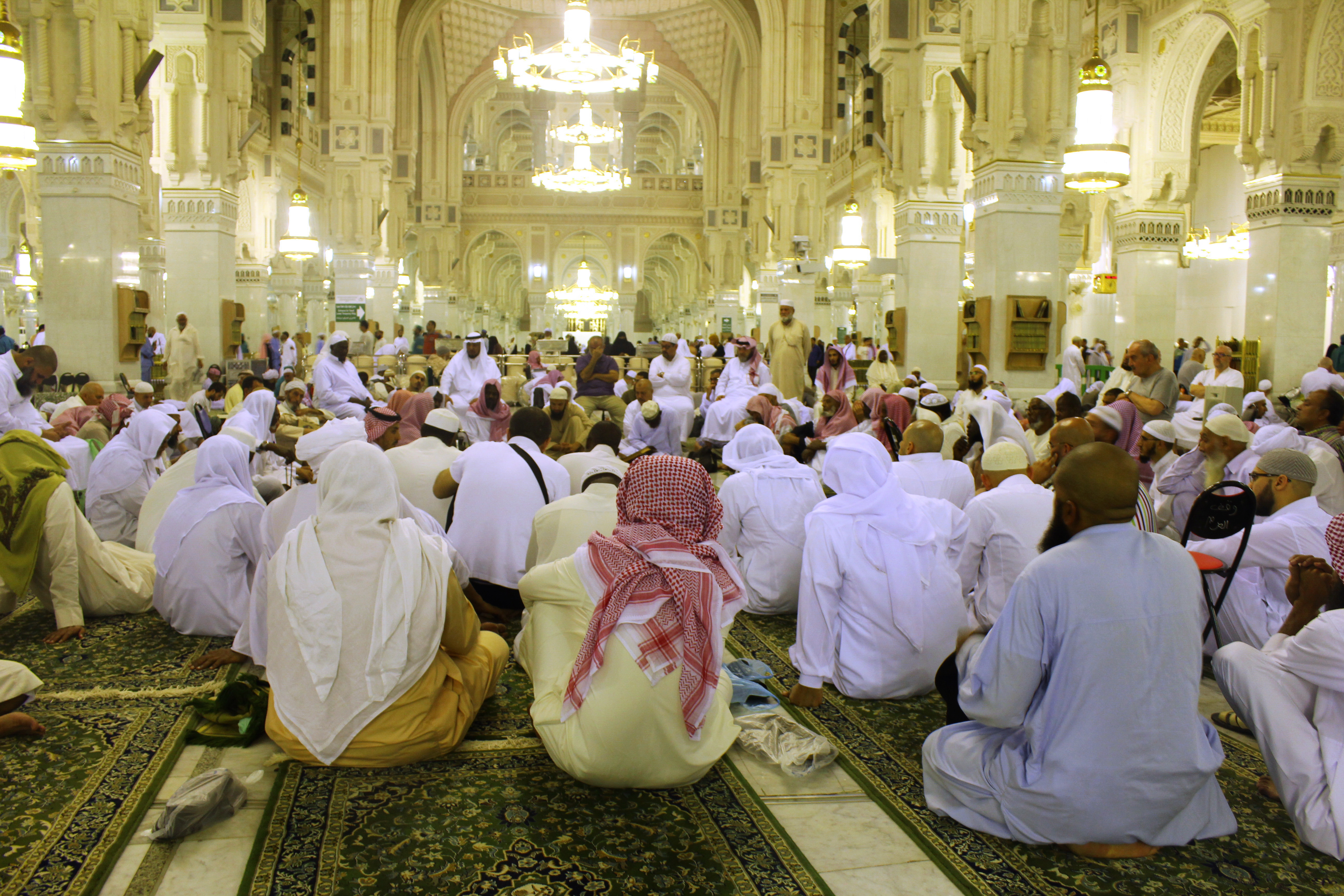
沙地阿拉伯的穆斯林

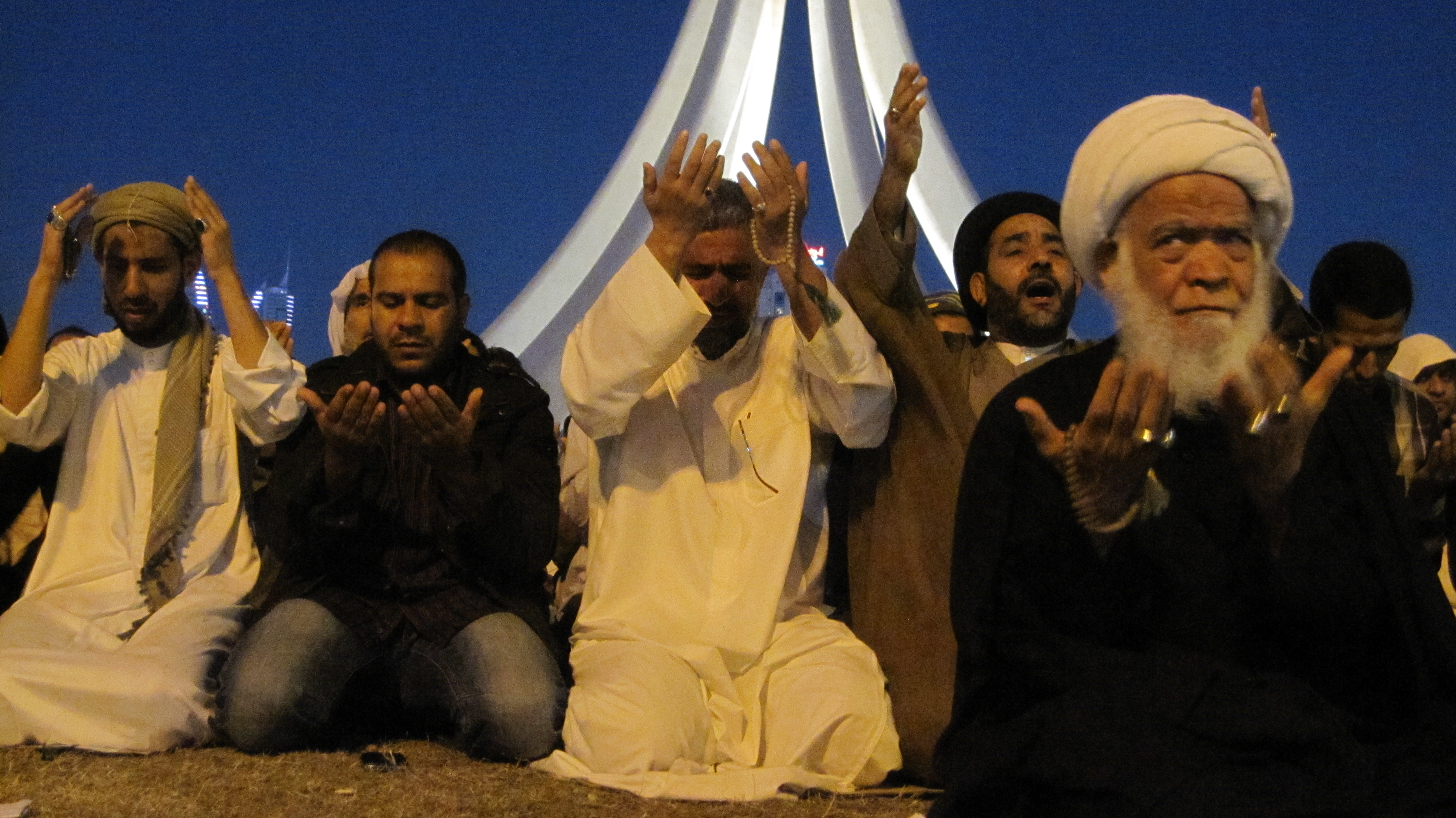
什葉派穆斯林

伊斯蘭教在中国有包括回族、维吾尔族、塔塔尔族、柯尔克孜族、哈薩克族、塔吉克族、乌孜别克族、东乡族、撒拉族、保安族等1700多万人口，该十个民族为「主要信仰伊斯兰教」的少数民族。中国的穆斯林主要属于逊尼派，在新疆有极少数什叶派（伊斯玛仪派）。
清真寺是穆斯林进行宗教活动的场所。世界上著名的清真寺有沙特麦加禁寺、沙特麦地那先知寺、耶路撒冷远寺等。